# Luleå malmhamn

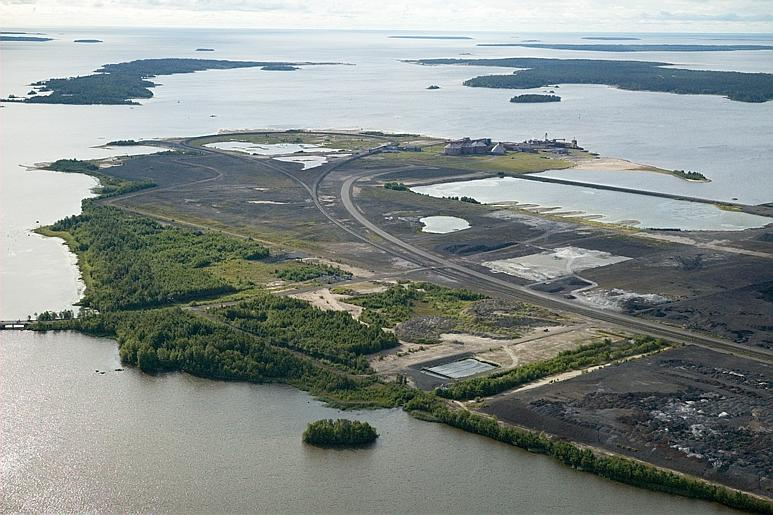
Lule malmhamn.

Luleå malmhamn drivs av LKAB och invigdes i sitt nuvarande läge längst ut på Svartölandet i östra Luleå 1996. Dessförinnan var den belägen nedanför Svartöberget mellan Svartöstaden och Södra hamn. Den gamla malmhamnen är i dag hemmahamn för statsisbrytarna.

## Historik
Den första malmhamnen öppnades under 1880-talet samtidigt som Malmbanan. I samband med det byggdes den första landförbindelsen mellan centrala Luleå och Svartön. Den norra delen av Svartön införlivades därmed i Luleå stad. I denna hamnanläggning tippades järnmalmen direkt från järnvägsvagnarna till lastfartygen.
Under 1950-talet fanns planer att flytta malmhamnen till Sandön, men i stället byggdes en ny anläggning i samma läge som den gamla. Järnmalmen lastades nu av i upplag öster om Svartöberget och fraktades sedan därifrån via rullband till hamnen.
1996 invigdes den tredje hamnanläggningen, denna gång i ett nytt läge på Sandskär längst ut på Svartölandet.